# 大盐池
大盐池（Great Salt Pond）是加勒比海岛国圣基茨和尼维斯圣基茨岛的湖泊，也是该国的最大湖泊，位于東南半島、纳罗斯海峡以北。